# Novi Pazar, Bulgaria

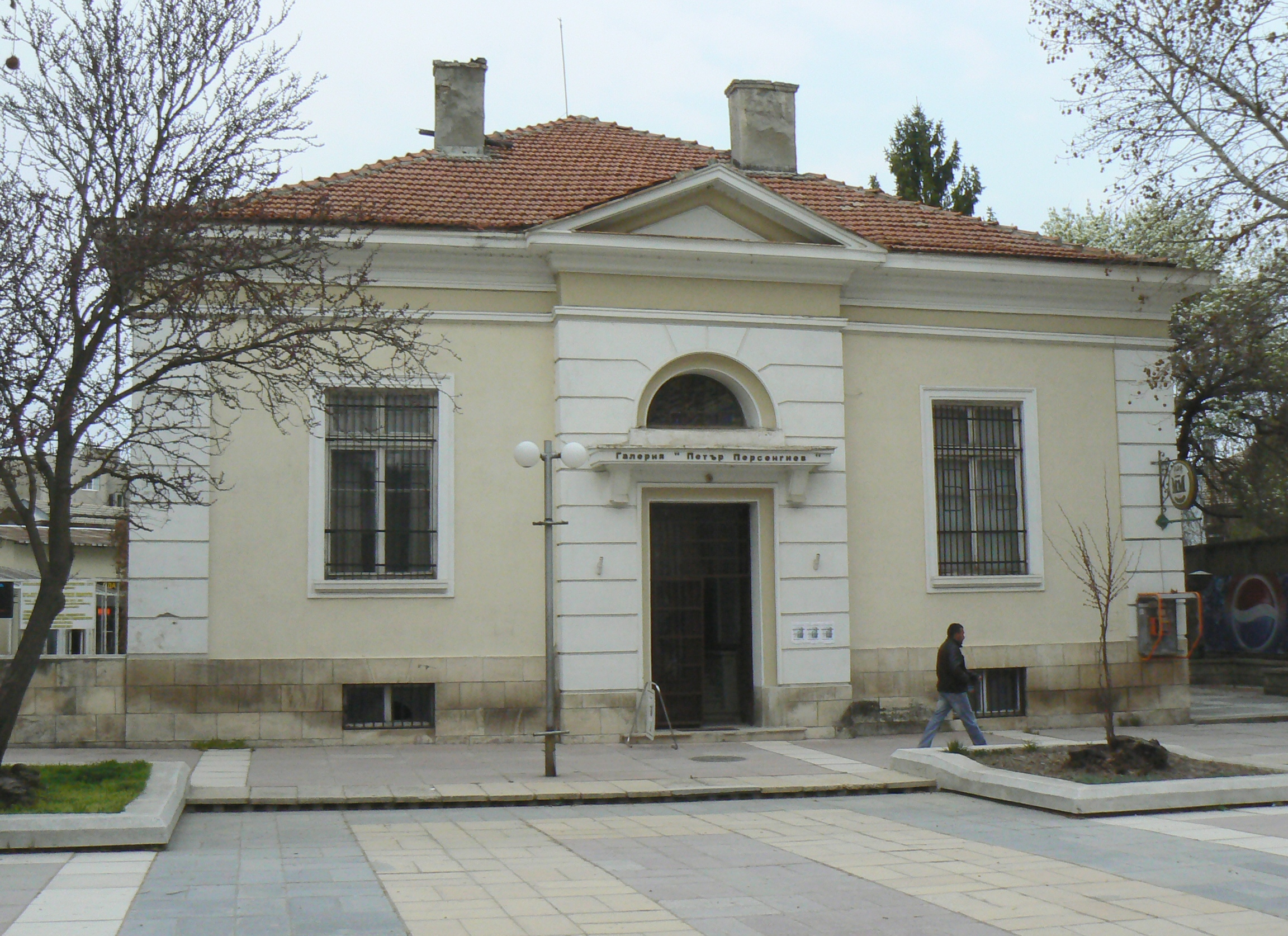
Galeria de artă din Novi Pazar

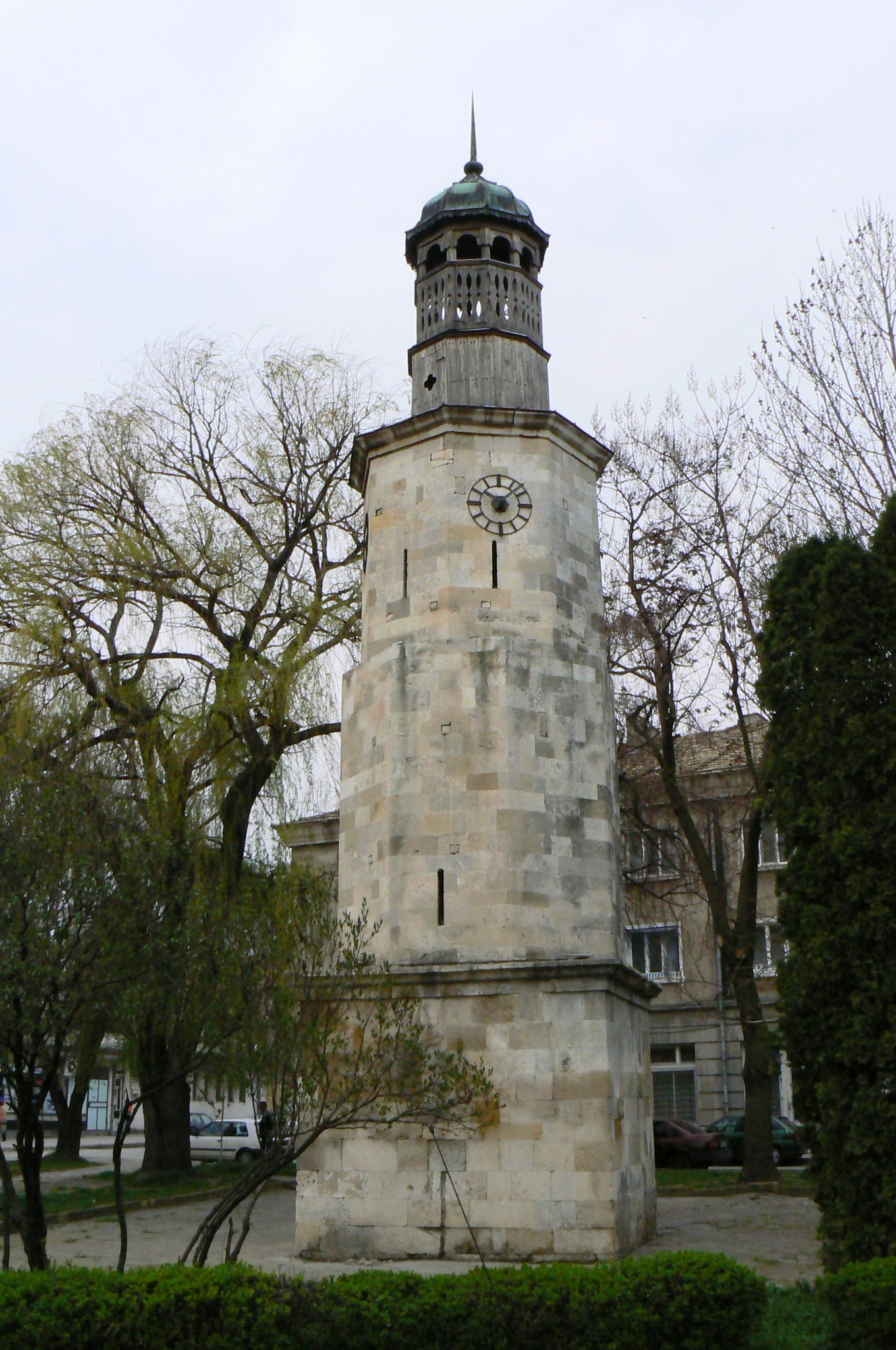
Turnul cu ceas din centrul oraşului

Novi Pazar (bulgară Нови пазар) este un oraș în nord-estul Bulgariei, parte a Regiunii Șumen. Orașul este al doilea ca mărime din zonă după Șumen.

## Demografie
Componența etnică a orașului Novi Pazar
     Bulgari (67,95%)
     Turci (14,57%)
     Romi (8,5%)
     Nicio identificare (8,59%)
     Altele (0,38%)
La recensământul din 2011, populația orașului Novi Pazar era de 12.000 locuitori. Din punct de vedere etnic, majoritatea locuitorilor (67,95%) erau bulgari, existând și minorități de turci (14,57%) și romi (8,5%). Pentru 8,59% din locuitori nu este cunoscută apartenența etnică.